# Cephalocroton polygynus
Cephalocroton polygynus är en törelväxtart som beskrevs av Ferdinand Albin Pax och Käthe Hoffmann. Cephalocroton polygynus ingår i släktet Cephalocroton och familjen törelväxter.
Artens utbredningsområde är Somalia. Inga underarter finns listade i Catalogue of Life.